# برادران اسکاتسبرو

پسران اسکاتسبورو در کنار سموئل لیبوویتز (وکیل مدافع) تحت نظارت نظامیان ایالتی ۱۹۳۲

پسران اسکاتسبرو نه نوجوان سیاه‌پوست آمریکایی ۱۳ تا ۲۰ ساله بودند که در سال ۱۹۳۱ در آلاباما به آن‌ها تهمت تجاوز به دو زن سفیدپوست زده‌شد. مورد پسران اسکاتسبرو یکی از نمونه‌های لینچ‌کردن در ایالات متحده آمریکا است و از آن به عنوان یکی از نمونه‌های عدم اجرای عدالت در نظام حقوقی ایالات متحده یاد می‌شود. موارد برجسته قانونی دخیل در این حادثه شامل مقابله با نژادپرستی و حق برخورداری از دادرسی عادلانه بود. مواردی چون لینچ قبل از تفهیم اتهام، هیئت منصفه سفیدپوست، دادرسیهای عجولانه و به هم ریختن دادگاه بود.
در ۲۵ مارس ۱۹۳۱ چند ده نفر از کارگران فصلی نیمی سیاه‌پوست و نیمی سفیدپوست بالای یک قطار باربری در مسیر چاتانوگا، تنسی به ممفیس (تنسی) سوار شده بودند. یک گروه از نوجوانان سفیدپوست، هیوود پترسون ۱۸ ساله را دیدند

ویکتوریا پرایس (چپ) و روبی بیتس (راست) ۱۹۳۱

و با این ادعا که قطار مختص سفیدپوستان است به او حمله‌ور شدند و سعی کردند او را از قطار بیرون بیندازند. یک گروه از سفیدها چند سنگ بزرگ برداشتند و سعی کردند تا تمام سیاه‌ها را از قطار پیاده کنند. پترسون و سایر سیاه‌پوستان توانستند بر گروه سفیدپوست‌ها غلبه کنند، سفیدپوست‌ها که احساس می‌کردند تحقیر شده‌اند از قطار بیرون پریدند و موضوع را به کلانتر شهر گزارش کردند و گفتند توسط یک عده نوجوان سیاه‌پوست مورد حمله قرار گرفته‌اند. کلانتر از اختیارات قانونی خود استفاده کرد و قطار را در منطقه پینت راک، آلاباما متوقف کرد و آمریکایی‌های سیاه‌پوست را دستگیر کرد. در این هنگام دو زن سفیدپوست نیز از قطار پیاده شدند و به نوجوانان سیاه‌پوست تهمت تجاوز زدند.

این رویداد که نخستین بار خبر آن از اسکاتسبرا، آلاباما به گوش رسید در قالب سه دادگاه برگزار شد که در آن خوانده‌ها بدون وکیل مدافع بودند. همه نوجوان‌ها به جز روی رایت که ۱۳ ساله بود، به تجاوز شناخته شدند و به اشد مجازات محکوم شدند. محکومیتی که در آلاباما در آن زمان برای مردان سیاه‌پوست داده شد، تجاوز به زنان سفیدپوست بود در حالیکه شواهد پزشکی کافی پیشنهاد می‌کرد که آن‌ها مرتکب جرم نشده‌اند.

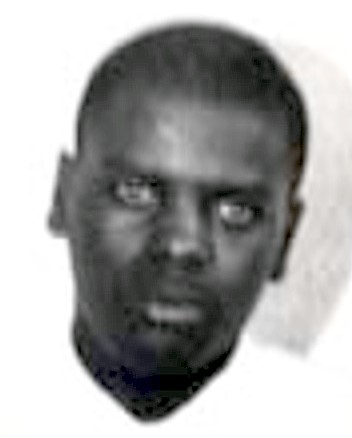
اوزی پاول (Ozie Powell)
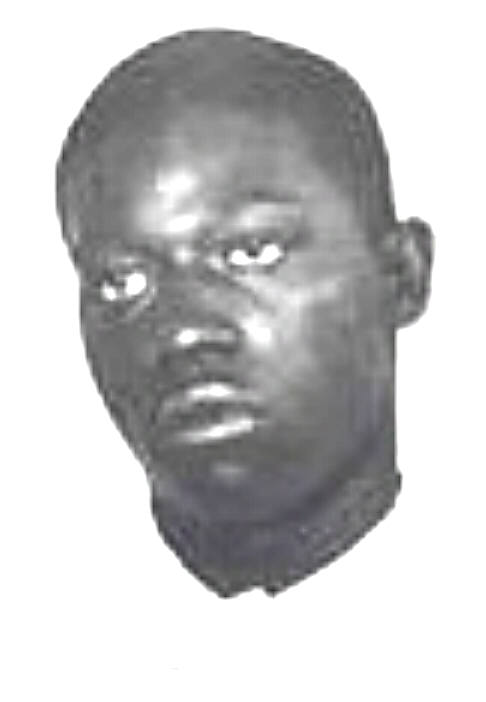
ویلی رابرتسون (Willie Roberson)
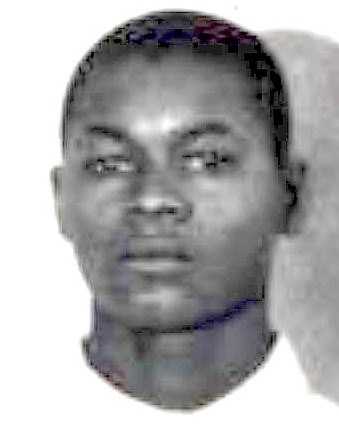
ایوجین ویلیامز (Eugene Williams)
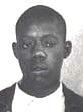
اولن مونتگومری (Olen Montgomery)
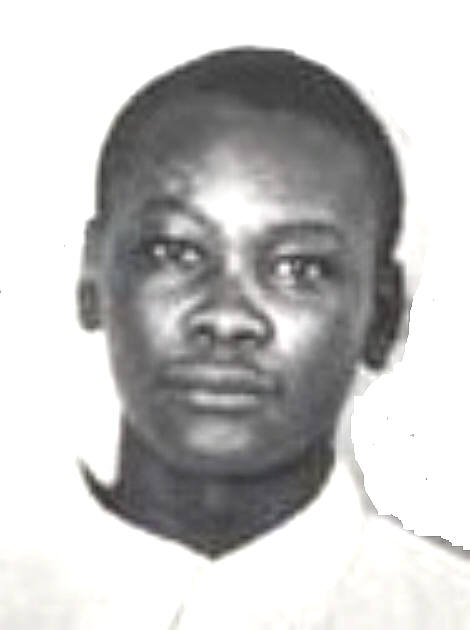
اندی رایت (Andy Wright)
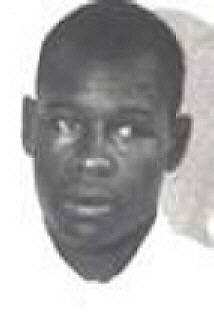
کلارنس نوریس (Clarence Norris)
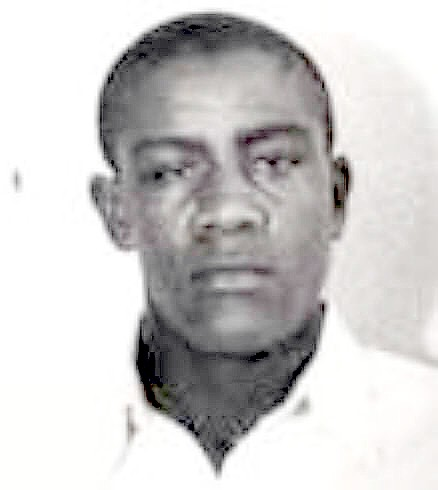
چارلی ویمز (Charlie Weems)
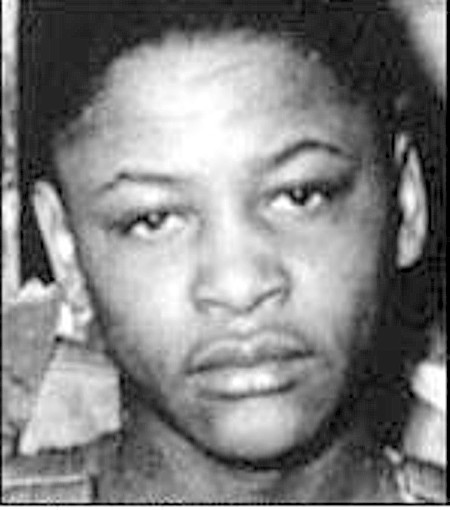
روی رایت (Roy Wright)
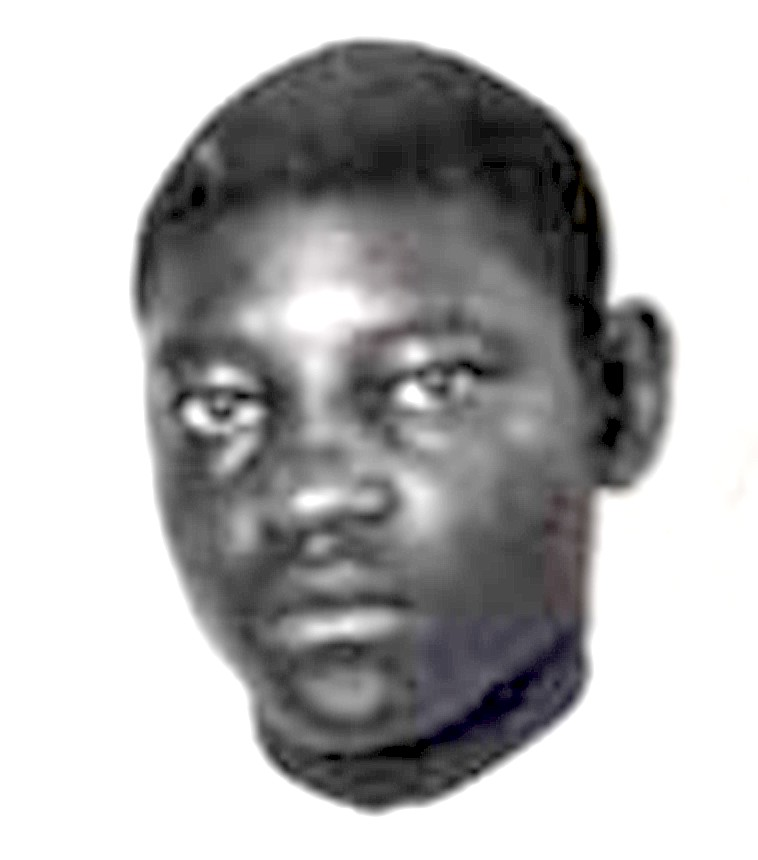
هیوود پترسون (Haywood Patterson)